# Alternative socialiste (Allemagne)
Pour les articles homonymes, voir Alternative socialiste.
Alternative socialiste est un parti politique trotskiste allemand. Il est membre du Comité pour une Internationale ouvrière (CIO), internationale trotskiste présente dans plus de 40 pays.
Une partie de ses membres a rejoint le parti La Gauche[Quand ?].